# ダイナシステム (栃木県)
有限会社ダイナシステムは栃木県佐野市にある、コンピュータソフトウェアの開発・受注などをしている企業。
代表者は須永定治。

## 主な製品
基本的にすべてフリーソフト。多くの製品が音に関係する。
- ソング頼太 - 総合作曲ソフト
- Hot Wav
- 般若心経
- もじモジ
- リアルタイムボイスチェンジャー
- vm
- VId

### 受注製品
- カラオケ先生 - 家庭用カラオケソフト（配布元:株式会社歌吉）

## 取引先企業
- 富士通SCMシステムズ株式会社
- 富士電機株式会社
- 株式会社歌吉
- NTTテレコン株式会社
- TDK株式会社
- 日本電気株式会社
- 株式会社プライムシステム
- 株式会社メディアナビゲーション
- 株式会社視聴覚